# Lithocarpus listeri
Lithocarpus listeri là một loài thực vật có hoa trong họ Cử. Loài này được (King ex Hook.f.) Grierson & D.G.Long mô tả khoa học đầu tiên năm 1982.